# Spelartrupper under FIVB Volleyball Challenger Cup 2023 (damer)
Denna artikeln visar spelartrupperna för de deltagande lagen vid FIVB Volleyball Challenger Cup 2023, som hålls 27 till 30 juli 2023.

## Colombia
Följande personer var registrerade i Colombias trupp vid mästerskapet:

- 1 – Darlevis Mosquera, center
- 2 – Nathalia Borrero Acosta, passare
- 3 – Dayana Segovia, högerspiker
- 4 – Laura Pascua, högerspiker
- 5 – Ana Karina Olaya, vänsterspiker
- 6 – Valerin Carabali, center
- 7 – Karen Tatiana Renteria Moreno, högerspiker
- 8 – Laura Zapata Rodriguez, libero
- 9 – Maira Alejandra Ospino Montero, center
- 10 – Juliana Toro, libero
- 11 – Liseth Vanessa Caicedo Cortes, vänsterspiker
- 12 – Doris Manco Gonzalez, vänsterspiker
- 13 – Camila Gómez, libero
- 14 – Angie Velásquez, passare
- 15 – María Marín, passare
- 16 – Melissa Rangel, center
- 18 – Paulina Agudelo Marin, center
- 19 – María Martínez, vänsterspiker
- 20 – Amanda Coneo, vänsterspiker
- 22 – Gabriela Martensson Garcia, vänsterspiker
- 23 – Yeny Liseth Montoya Murillo, vänsterspiker
- 24 – Natalia Torres Hinestroza, högerspiker
- 25 – Natalia Villalobos Rueda, vänsterspiker
- 26 – Sheilla Belen Lucumi Briche, center
- 27 – Katherin Melissa Ramirez Reyes, högerspiker

## Frankrike
Följande personer var registrerade i Frankrikes trupp vid mästerskapet:

- 1 – Héléna Cazaute, vänsterspiker
- 3 – Amandine Giardino, libero
- 4 – Christina Bauer, center
- 8 - Manon Bernard, libero
- 9 – Nina Stojiljkovic, passare
- 11 – Lucille Gicquel, vänsterspiker
- 12 – Isaline Sager-Weider, center
- 15 – Amandha Marine Sylves, center
- 19 – Julie Oliveira-Souza, högerspiker
- 20 – Lisa Jeanpierre, vänsterspiker
- 21 – Eva Elouga, center
- 23 – Léandra Olinga-Andela, center
- 27 – Mahe Mauriat, passare
- 34 – Lisa Arbos, vänsterspiker
- 35 – Enora Danard-Selosse, passare
- 38 – Leïa Ratahiry, vänsterspiker
- 57 – Chloé Mayerl, center
- 63 – Émilie Respaut, passare
- 75 – Guewe Diouf, vänsterspiker
- 78 – Aminata Dia, center
- 88 – Amélie Rotar, högerspiker
- 91 – Halimatou Bah, vänsterspiker
- 92 – Naomi Ngolongolo, center
- 98 – Sabine Haewegene, vänsterspiker
- 99 – Juliette Gelin, libero

## Kenya
Följande personer var registrerade i Kenya trupp vid mästerskapet:

- 1 – Veronica Kilabat, passare
- 2 – Veronica Adhiambo Oluoch, vänsterspiker
- 3 – Pamella Adhiambo Owino, vänsterspiker
- 4 – Leonida Kasaya, vänsterspiker
- 5 – Sharon Chepchumba, högerspiker
- 6 – Belinda Barasa, center
- 7 – Emmaculate Nekesa, passare
- 8 – Trizah Atuka, center
- 9 – Yvonne Wavinya Kiitha, libero
- 10 – Delphine Misoki Nasimiyu, libero
- 11 – Loise Simiyu, högerspiker
- 12 – Gladys Ekaru, center
- 13 – Juliana Namutira, vänsterspiker
- 14 – Mercy Moim, vänsterspiker
- 15 – Lorine Chebet Kaei, center
- 16 – Agripina Khayesi Kundu, libero
- 17 – Rose Jepkosgei Magoi, passare
- 18 – Jemimah Siangu Nelima, vänsterspiker
- 19 – Edith Mukuvilani, center
- 20 – Ester Kamene Mutinda, passare

## Kroatien
Följande personer var registrerade i Kroatiens trupp vid mästerskapet:

- 1 – Karla Antunović, passare
- 2 – Andrea Mihaljević, högerspiker
- 3 – Ema Strunjak, center
- 4 – Božana Butigan, center
- 6 – Lea Deak, passare
- 7 – Laura Miloš, vänsterspiker
- 8 – Lara Štimac, passare
- 9 – Lucija Mlinar, vänsterspiker
- 10 – Dijana Karatović, vänsterspiker
- 11 – Nina Strize, vänsterspiker
- 12 – Josipa Marković, libero
- 13 – Samanta Fabris, högerspiker
- 14 – Martina Šamadan, center
- 15 – Viktoria Ana Trcol, center
- 16 – Barbara Đapić, högerspiker
- 17 – Tia Kovco, libero
- 18 – Bianka Ksenia Listes Lulic, center
- 19 – Izabela Štimac, libero
- 20 – Natalia Tomić, högerspiker
- 22 – Mirta Freund, center
- 24 – Lea Cvetnic, högerspiker
- 40 – Ana Prkačin, passare
- 41 – Carla Stošić, libero
- 42 – Jurja Vlašic, passare

## Mexiko
Följande personer var registrerade i Mexikos trupp vid mästerskapet:

- 1 – Ivone Martinez Villareal, passare
- 2 – Sofia Maldonado, vänsterspiker
- 3 – Sara Cantu, center
- 4 – Maria Fernanda Rodriguez, vänsterspiker
- 5 – Andrea Rangel, högerspiker
- 6 – Grecia Castro, vänsterspiker
- 8 – Maria Ximena Cruz Solar, center
- 9 – María Celeste Vela Jimenez, passare
- 10 – Daniela Siller Flores, vänsterspiker
- 11 – Jocelyn Urías, center
- 12 – Joseline Landeros Palacios, libero
- 13 – Paola Andrea Laborda Echevarria, libero
- 15 – Karen Paola Rivera Herrera, passare
- 16 – Melanie Guadalupe Parra Quintero, vänsterspiker
- 19 – Katherine Alexa Ramirez, vänsterspiker
- 20 – Margarita Topete Pardo Aime, vänsterspiker
- 22 – Andrea Cecilia Elicerio Coronado, center
- 25 – Karina Angelica Flores Gamez, center
- 26 – Angela Paulet Muñoz Delgadillo, libero
- 90 – Gloria Argentina Ung Enriquez, passare

## Sverige
Följande personer var registrerade i Sveriges trupp vid mästerskapet:

- 1 – Elsa Arrestad, center
- 3 – Linda Andersson, center
- 4 – Jonna Wasserfaller, center
- 9 – Rebecka Lazic, vänsterspiker
- 10 – Isabelle Haak, högerspiker
- 11 – Alexandra Lazic, vänsterspiker
- 12 – Hilda Gustafsson, passare
- 13 – Filippa Brink, libero
- 14 – Hanna Hellvig, vänsterspiker
- 16 – Vilma Julevik, passare
- 17 – Anna Haak, vänsterspiker
- 18 – Julia Nilsson, center
- 21 – Elin Larsson, vänsterspiker
- 25 – Emmy Andersson, libero
- 27 – Paulina Lindberg, högerspiker

## Ukraina
Följande personer var registrerade i Ukrainas trupp vid mästerskapet:

- 1 – Oleksandra Milenko, vänsterspiker
- 2 – Diana Meljusjkyna, center
- 3 – Kateryna Zjylinska, högerspiker
- 4 – Alika Lutsenko, högerspiker
- 5 – Marharyta Gejko, vänsterspiker
- 6 – Krystyna Njemtseva, libero
- 7 – Svitlana Dorsman, center
- 9 – Viktorija Olijnyk, passare
- 10 – Julija Bojko, vänsterspiker
- 14 – Darja Sjarhorodska, passare
- 16 – Anastasija Majevska, center
- 17 – Jevhenija Khober, vänsterspiker
- 18 – Kateryna Vasyljeva, libero
- 19 – Viktorija Dantjak, center
- 23 – Julija Dymar, vänsterspiker
- 24 – Anastasija Krajduba, högerspiker
- 26 – Uljana Kotar, högerspiker
- 27 – Ksenija Puhatj, center
- 29 – Nadija Kodola, vänsterspiker
- 33 – Polina Dzjuba, vänsterspiker
- 40 – Stanislava Parfonova, vänsterspiker
- 44 – Anna Artyshuk, högerspiker
- 45 – Olesia Rychljuk, högerspiker
- 46 – Kateryna Husejnova, passare
- 47 – Marija Kaplanska, högerspiker

## Vietnam
Följande personer var registrerade i Vietnams trupp vid mästerskapet:

- 3 – Trần Thị Thanh Thúy, vänsterspiker
- 6 – Nguyen Thi Kim Lien, libero
- 8 – Pham Thi Nguyet Anh, vänsterspiker
- 9 – Tran Thi Bich Thuy, center
- 11 – Hoang Thi Kieu Trinh, högerspiker
- 12 – Nguyen Khanh Dang, libero
- 14 – Vo Thi Kim Thoa, passare
- 15 – Nguyen Thi Trinh, center
- 16 – Vi Thi Nhu Quynh, vänsterspiker
- 17 – Doan Thi Xuan, högerspiker
- 19 – Đoàn Thị Lâm Oanh, passare
- 20 – Tran Tu Linh, vänsterspiker
- 22 – Ly Thi Luyen, center
- 23 – Dinh Thi Tra Giang, center